# Tårnmølle
En Tårnmølle er en vindmølletype, opført i sten og med cirkelformet eller tilnærmelsesvis cirkelformet grundplan. Formgivningen er optimal i forhold til vingernes passage forbi møllekroppen, som er udformet som (tilnærmelsesvis) en kegle. Typen er omtalt i litteraturen siden 1295, hvor den optræder i et værk af Stephen de Pencastor fra Dover, mens den ældste illustration er fra 1390.  De tidlige eksempler vat typisk en del af et fæstningsværk og havde fast tag som stubmøllerne. Eksempler herpå findes bl.a. i Yorkshire og Buckinghamshire. I Holland findes der optegnelser over 7 møller af denne type i 1407.

## Eksempler på tårnmøller
- Stegø Mølle er helmuret og forsynet med  vindrose. Helmurede møller betegnes også som tårnmøller.
- Tårnhollænder fra Holgate i York
- Dybbøl Mølle er en helmuret hollandsk mølle, hvis forgænger blev skudt i sænk under 2. slesvigske krig
- Tysk tårnmølle fotograferet i februar 2004
- Heckington tårnmølle
- Hollandsk tårnmølle De Noord, Schiedam
- Vindmøllepark bestående af gamle tårnmøller i Spanien

## Formgivning
Opmuringen muliggør tilføjelser af "kunstneriske" præg, fx ved at indsætte mosaiksten eller at tilføje buer eller andre særpræg. Nogle tårnmøller er kendetegnet ved en relativt stor forskel i diameter mellem grundplanet og toppen af møllen. De betegnes også "jomfrumøller".

### Eksempler på formgivning
- Vejle Vindmølle, som over galleriet er formet som en pil
- Christiansmøllen med firkantet undermølle og cirkulær overmølle
- belgisk tårnmølle med figurativ udsmykning under hatten
- Tårnmølle fra Minden, Tyskland med "klassisk" formgivning

## Historie
Den økonomiske vækst i Europa gav forøget efterspørgsel efter energikilder, og vindmøllerne bredte sig derfor i landskaberne. Med udviklingen af den hollandske mølle, der har drejelig hat fik tårnmøllerne større kapacitet; denne type ses ofte betegnet som "tårnhollænder". Til forskel fra de øvrige "hollændere" er tårnmøllernes grundplan tilnærmelsesvis  cylinderformet, hvor de øvrige hollandske møller er ottekantede. Mange møller af denne type er placeret i større byer og kaldes derfor også "bymøller". De blev ofte placeret i nærheden af voldene og fungerede i forbindelse med et fæstningsværk. Mens de andre vindmøller hovedsagelig blev anvendt til formaling af korn til melproduktion, var tårnmøllerne også orienteret mod industriel produktion, fx farveri, våbenproduktion, klædefabrikation og papirmølleri. 
Tårnmøllerne har en fordel i forhold til møller af træ, idet de kan bygges i flere etager (lofter)  Det antages, at den største, der nogensinde er bygget, var en 37 meter høj engelsk mølle med en grundplan på 12 meter i diameter. Undermøllen under galleriet bestod af fire etager, mens overmøllen var opbygget i fem lofter. De fleste bevarede af denne mølletype findes imidlertid i Holland, hvor de i udstrakt grad har været anvendt som pumpemøller til afvandingsformål.

## Tårnmøller i Danmark
En optælling fra 1993 viste, at 238 af 273 bevarede danske møller af den hollandske grundtype er bygget af træ.  En del af dem har dog en undermølle i sten. Når der kun er 35 bevarede tårnmøller, er forklaringen, at der blev bygget relativt få tårnmøller, formentlig pga. de store anlægsudgifter, der krævedes.  De er typisk opført med en cirkulær grundplan. Kun seks er ottekantede, Sillerup Mølle og fem på Bornholm. Årsagen til den hyppigst anvendte formgivning er, at møllebyggerne forsøgte at komme så tæt på kegleformen som muligt, for at lette vingernes passage forbi møllekroppen. Følgende bevarede tårnmøller er omtalt i de mest udførlige kilder:

- Agtrup Mølle, syd for Kolding, står uden vinger
- Bogø Pumpemølle ved Otterup
- Christiansmøllen i Svendborg
- Dybbøl Mølle
- Dyrehave Mølle i Nyborg
- Einsiedelsborg Slusemølle på Nordfyn
- Gudhjem Mølle
- Gøhlmanns Mølle i Kolding
- Jels Mølle
- Langø Mølle, pumpemølle i meget dårlig stand
- Nordskov Mølle ved Ålsgårde, nedrivningstruet
- Nybøl Mølle
- Pedersker Kirkemølle
- Sillerup Mølle
- Stegø Mølle ved Bogense
- Saxebro Mølle på Bornholm
- Sindal Mølle
- Sønderborg Slotsmølle
- Ulbølle Mølle
- Vejle Vindmølle
- Vonsild Mølle
- Myreagre Mølle i Åkirkeby
- Årsdale Mølle
- Åstrup Mølle

### Sjælden underkategori
Bjerre Mølle, 8781 Stenderup, er den eneste bevarede mølle med teglhængt møllekrop.